# Luhove, Vasîlkivka
Luhove (în ucraineană Лугове) este un sat în comuna Debalțeve din raionul Vasîlkivka, regiunea Dnipropetrovsk, Ucraina.

## Demografie
Componența lingvistică a localității Luhove
     Ucraineană (93,18%)
     Rusă (6,82%)
Conform recensământului din 2001, majoritatea populației localității Luhove era vorbitoare de ucraineană (93,18%), existând în minoritate și vorbitori de rusă (6,82%).